# Jan Pieter van Baurscheit il Giovane
Jan Pieter van Baurscheit il Giovane (Anversa, 1699 – Anversa, 1768) è stato uno scultore e architetto fiammingo.

## Biografia

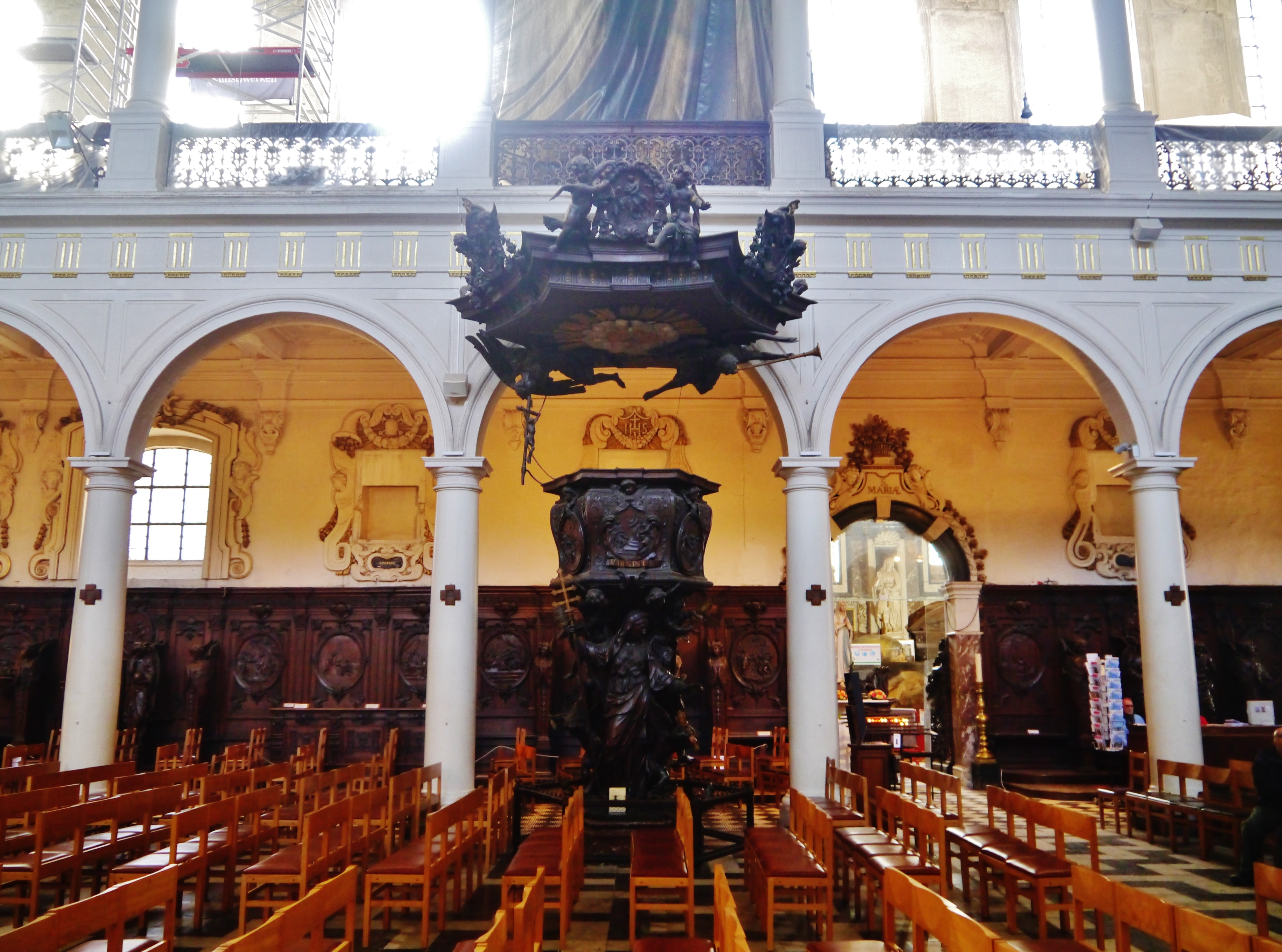
Pulpito nella chiesa di San Carlo Borromeo, Anversa (1718-1721)

Jan Pieter van Baurscheit il Giovane fu allievo del padre, Jan Pieter van Baurscheit il Vecchio, con cui svolse l'apprendistato in numerosi progetti ad Anversa, ed era già apprezzato scultore appena quattordicenne.
Realizzò, aiutando il padre, dal 1718 al 1728, il pulpito (1718-1721), il portale con statue e vari bassorilievi nella chiesa di San Carlo Borromeo,che dopo una distruzione avvenuta il 18 luglio 1718 causata da un incendio che danneggiò una quarantina di opere di Peter Paul Rubens e così pure l'abbondante ricchezza dei marmi della navata, venne ricostruita da Jan Pieter van Baurscheit il Giovane in aiuto al padre, responsabile dei lavori, e dopo 3 anni la chiesa riaprì le sue porte.
Jan Pieter van Baurscheit il Giovane ricevette dal padre la carica di maestro nella Corporazione di San Luca di Anversa nel 1713,e dal 1741 insegnò architettura all'Accademia di Anversa, l'arte in cui si distinse maggiormente.
Come scultore possiamo ancora oggi ammirare l'altare marmoreo del Sacramento della cattedrale di Anversa (1750), eseguito in collaborazione dell'allievo Gaspard Moens, le statue di Adrian Nicolas Pieck e di Gerard Jacob nel coro della chiesa di Ninove, mentre è irrintracciabile un Cristo del 1738.
In architettura risultò il rappresentante più significativo dello stile barocchetto comprendente soprattutto elementi francesi e italiani e anche qualche elemento fiammingo e germanico; legami, probabilmente reciproci, si formarono con Daniel Marot, difatti Jan Pieter van Baurscheit il Giovane realizzò nel 1736 la dcorazione plastica per la facciata della Biblioteca Reale a L'Aia costruita dal Marot.
Del resto la sua attività iniziale di architetto si effettuò nei Paesi Bassi: facciate del Beeldenhuis a Flessinga (1730) e della Biblioteca Provinciale di Middelburg, l'Hotel de Fraula ad Anversa (1737), il castello di Gravenwezel presso Anversa (1737), tutti realizzati seguendo lo stile Régence, la Torre Municipale di Liegi (1744) in stile Rococò, oltre che numerose grandiose case patrizie ad Anversa, quali Grooten Robijn (1750), la casa Van de Perre (1765), un esempio di stile neoclassico, mettendosi in evidenza nell'Hotel van Susteren (1743, poi palazzo reale) con facciata sobria e grandiosa, e nel tardo Hotel van Susteren-Dubois (circa 1760).

## Opere
- Pulpito, portale con statue e vari bassorilievi, chiesa di San Carlo Borromeo, Anversa (1718-1728);

- Beeldenhuis, Flessinga (1730);
- Hotel de Fraula, Anversa (1737);
- Castello di Gravenwezel, presso Anversa (1737);
- Hotel van Susteren (1743, poi palazzo reale);
- Torre Municipale, Liegi (1744);
- Grooten Robijn House, Anversa (1750);
- Hotel van Susteren-Dubois (circa 1760);
- Van de Perrehuis, Anversa (1765).

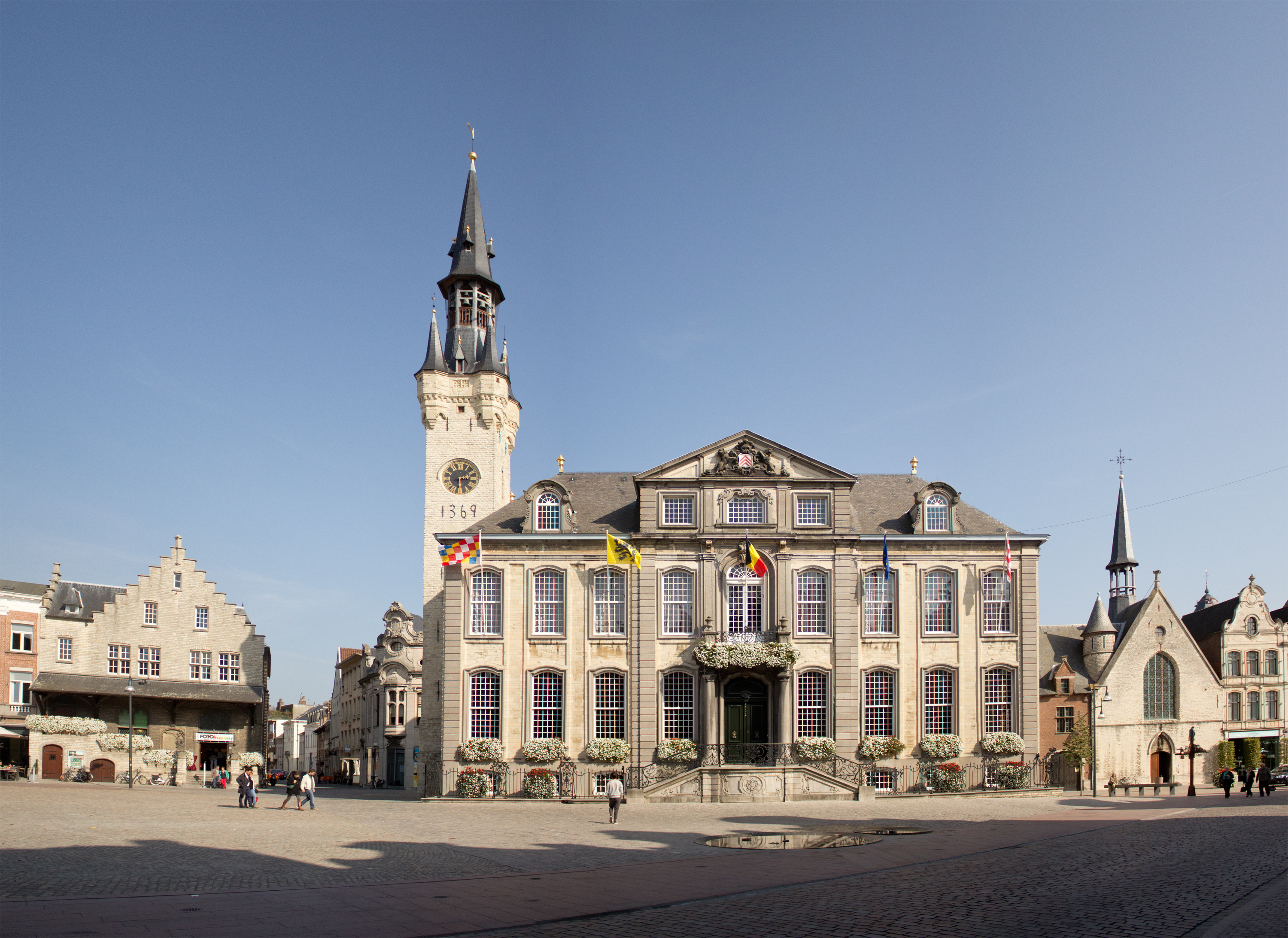
Municipio di Lier, costruito da Jan Pieter van Baurscheidt il Giovane
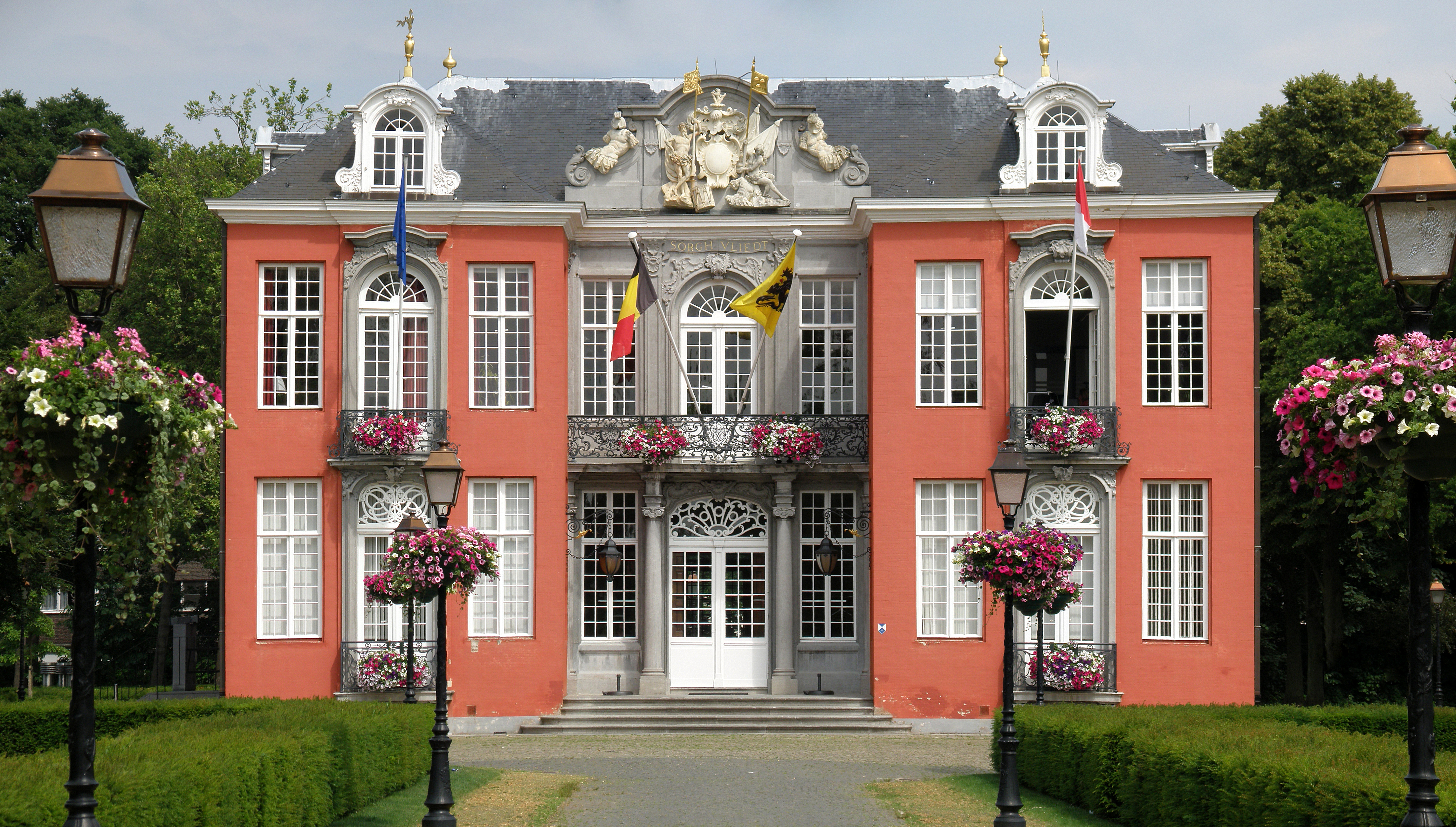
Castello di Sorghvlied a Hoboken.
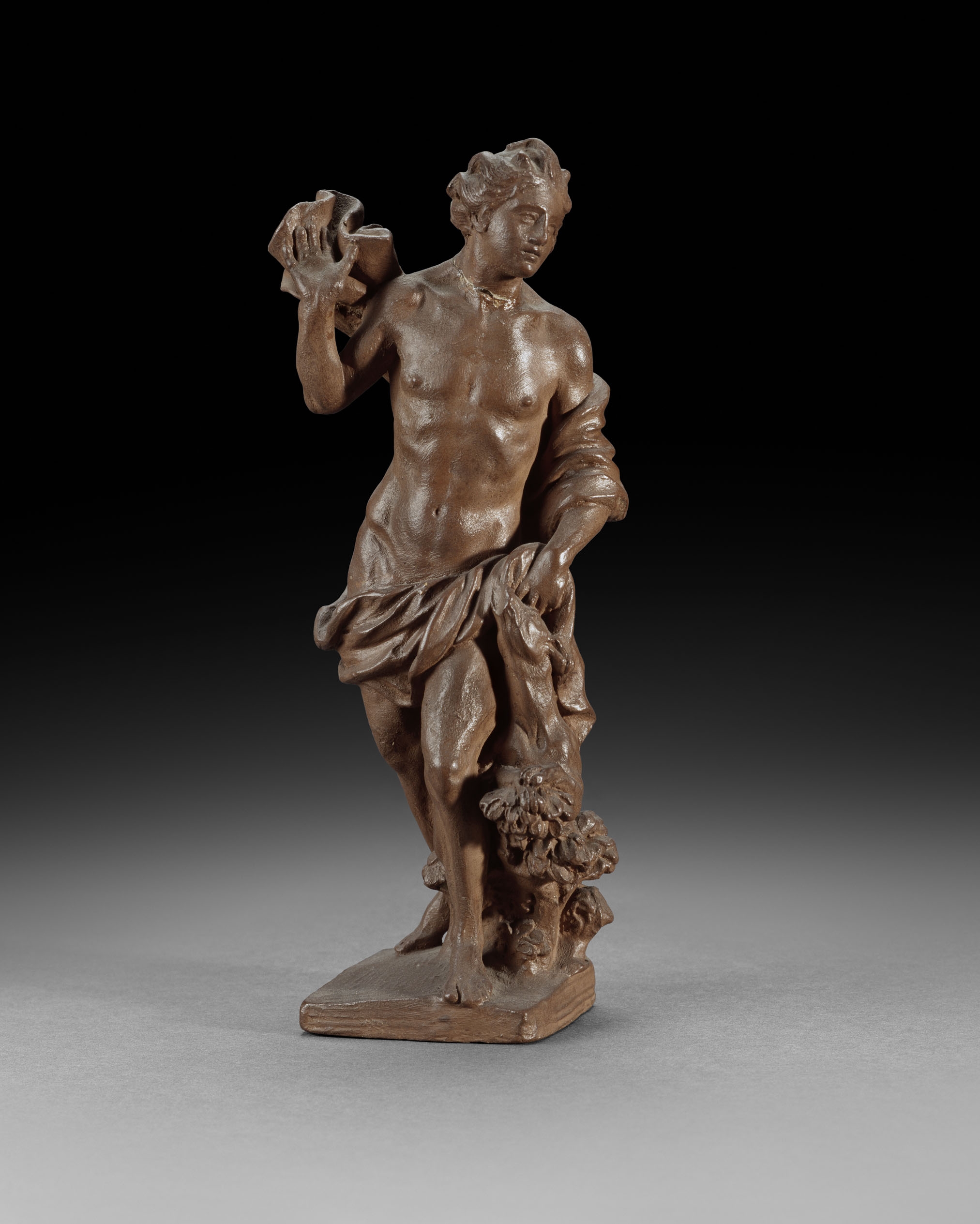
Atteone e Diana, Museo reale di belle arti di Anversa
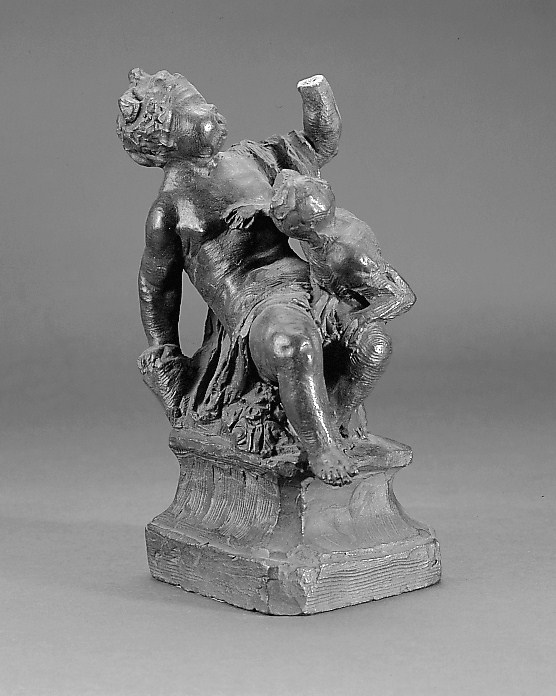
Bambino seduto con in mano un grappolo d'uva, con una scimmia, Museo reale di belle arti di Anversa
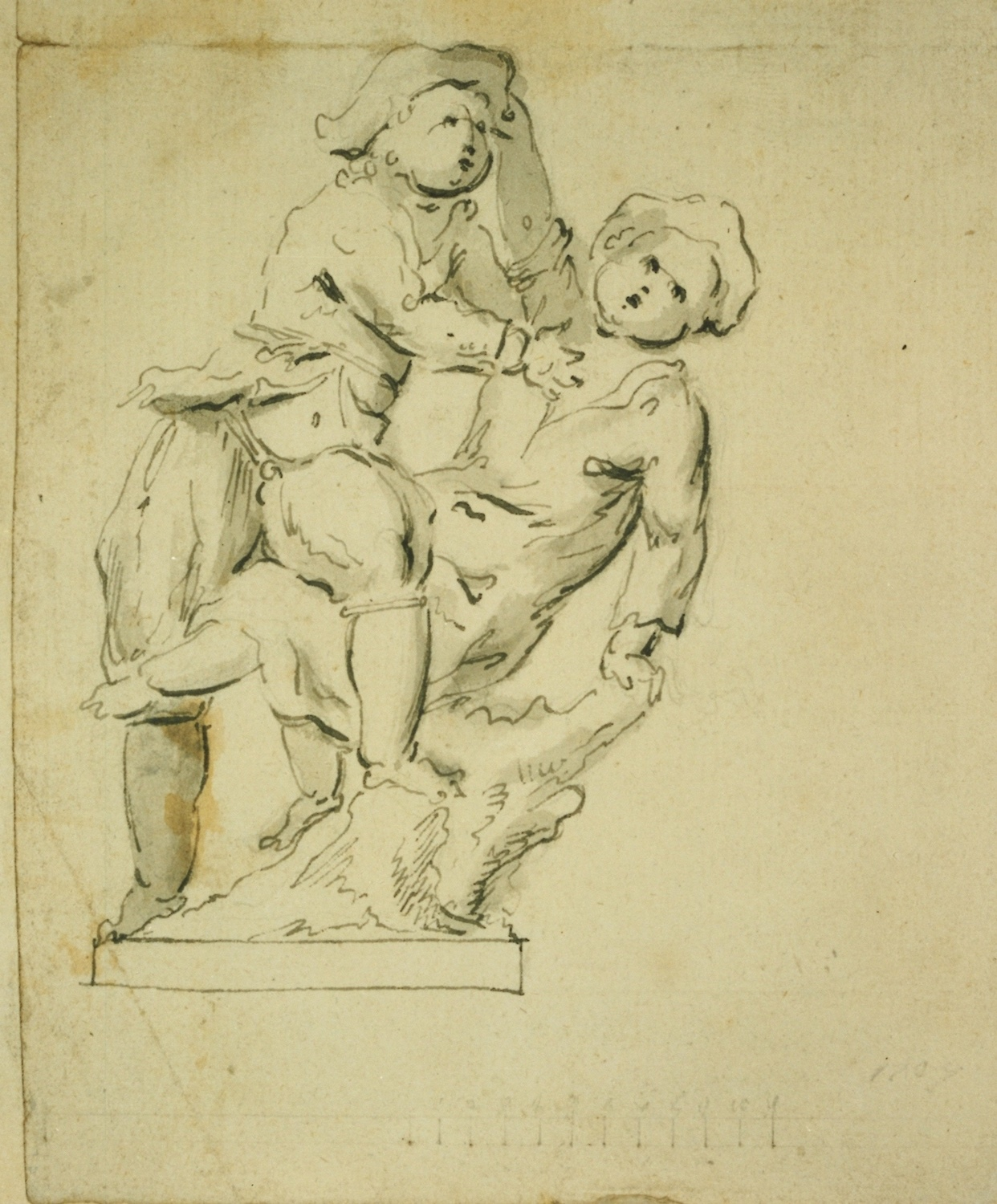
Due bambini con i cappelli, Plantin-Moretusmuseum
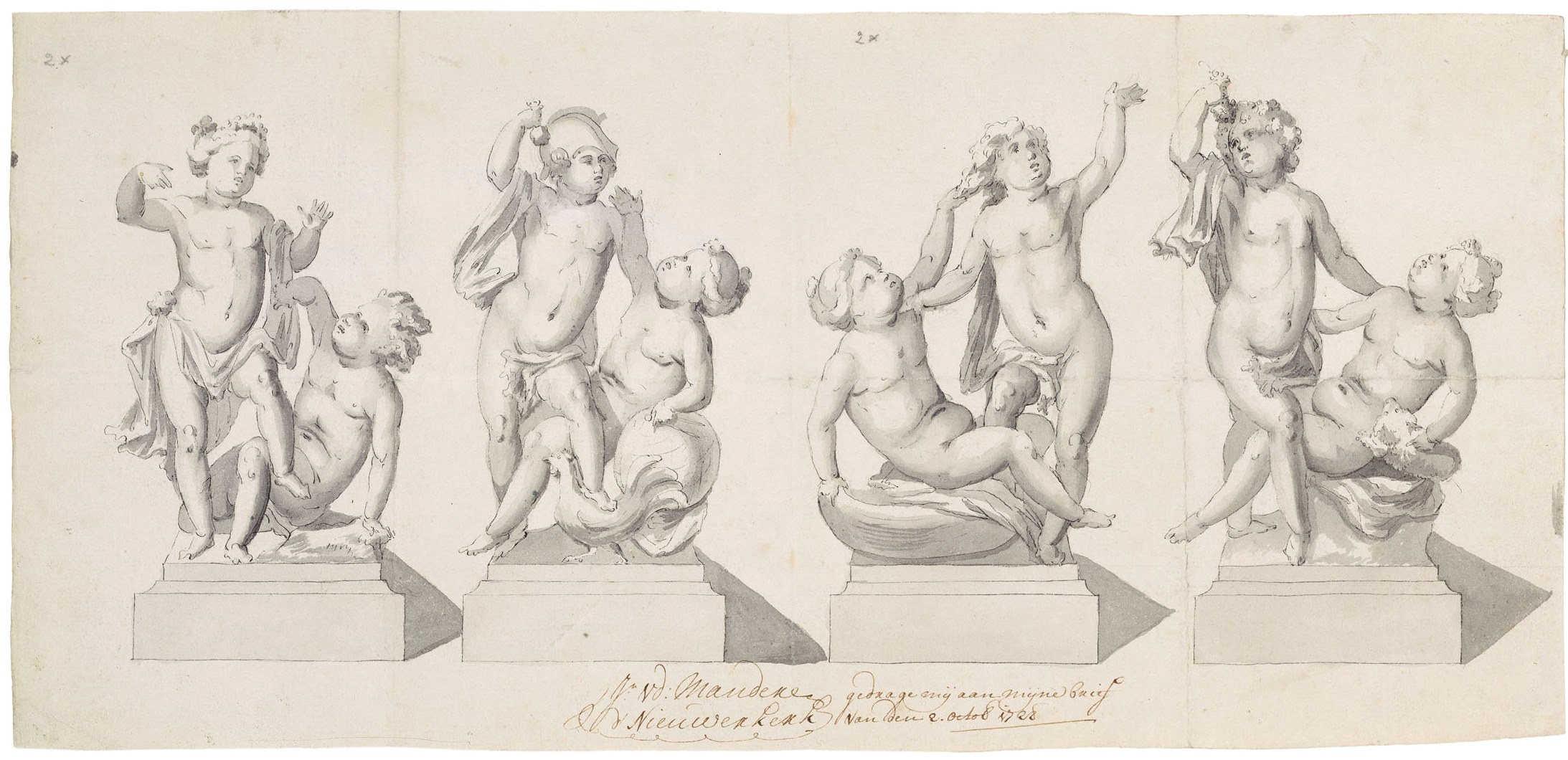
Quattro disegni per sculture da giardino, Plantin-Moretusmuseum